# Prima invasione carmata dell'Egitto
La prima invasione carmata dell'Egitto avvenne nel 971, allorquando i Carmati del Bahrayn invasero senza successo l'Egitto, che era stato appena conquistato dal Califfato fatimide. Sia i Carmati sia i Fatimidi si erano originati dalla setta Ismailita del Sciismo, ma appartenevano a rami diversi e rivali. In seguito alla presa dell'Egitto sotto il comando del generale Jawhar nel 969, i Fatimidi diedero avvio alla propria espansione nel Levante. Quivi si confrontarono con i Carmati, che negli anni precedenti avevano razziato la zona estorcendo tributi ai potentati regionali. Onde arrestare l'avanzata fatimide, i Carmati, condotti da al-Hasan al-A'sam, si coalizzarono con altre potenze regionali tra cui il califfo abbaside, di fede sunnita, a Baghdad. Dopo aver sconfitto e ucciso il comandante fatimide Ja'far ibn Fallah a Damasco nell'agosto 971, i Carmati e i propri alleati Beduini marciarono a sud. Un esercito fatimide, che stava accorrendo in soccorso di Ibn Fallah, ripiegò su Giaffa dove rimase bloccato, mentre il principale esercito fatimide invase l'Egitto. La deviazione delle armate carmate nel Delta del Nilo, attuata per dare manforte alle rivolte locali, diede a Jawhar il tempo per mobilitare le truppe a disposizione e allestire le difese, consistenti in una trincea e un muro a Ayn Shams, poco più a nord del Cairo, la nuova capitale fatimide allora ancora in corso di edificazione. Nel corso di una battaglia combattuta a nord della città il 22 e 24 dicembre, Jawhar sconfisse i Carmati e li costrinse a una ritirata disorganizzata dall'Egitto. I Fatimidi approfittarono della discordia sorta tra i Carmati e i loro alleati beduini per rioccupare Ramla, ma si trattò di un successo effimero; entro l'estate del 972, la Palestina era di nuovo sotto il controllo carmata. In compenso, le rivolte in Egitto furono soffocate, e il califfo fatimide al-Mu'izz fu in grado di trasferire la propria capitale dall'Ifriqiya al Cairo nel giugno 973. Una seconda invasione carmata ebbe luogo nel 974, ma anch'essa venne respinta, portando alla fine definitiva della minaccia carmata, e ponendo le basi per la successiva espansione fatimide nel Levante.

## Contesto storico
Nell'899 si verificò uno scisma in seno al movimento clandestino Ismailita, diretto dalla famiglia del futuro primo califfo fatimide, Abdallah al-Mahdi. Al-Mahdi sostenne di non essere solo un affidatario e rappresentante dell'imam occulto, ma il vero imam in persona. Coloro che respinsero tali rivendicazioni divennero noti con il nome di "Carmati". Indotto non si sa se da convinzioni genuine o da convenienza politica, il missionario Abu Sa'id al-Jannabi, che aveva assunto il controllo di gran parte del Bahrayn, si schierò dalla parte di quest'ultima fazione. Alleatosi con le tribù locali di Beduini del Banu Kilab e Banu Uqayl, nonché con i mercanti del golfo persico, Abu Sa'id fu in grado di impossessarsi della capitale della regione, Hajr, e nel 900 consolidò la propria indipendenza sconfiggendo un esercito abbaside spedito per recuperare il controllo del Bahrayn.
Le due branche si svilupparono separatamente in seguito allo scisma dell'899. Il Califfato fatimide fu istituito nel 909 in Ifriqiya. Dopo le due fallimentari invasioni dell'Egitto intraprese per espandersi nelle terre centrali del mondo islamico retto dal Califfato abbaside, i Fatimidi concentrarono le proprie energie nel consolidamento della propria autorità nel Maghreb e nella lotta contro l'Impero bizantino in Sicilia. Nel frattempo i Carmati, al termine di un periodo iniziale di relazioni pacifiche con gli Abbasidi, e guidato dalle predizioni millennialiste del figlio minore di Abu Sa'id, Abu Tahir al-Jannabi, lanciò una serie di attacchi nel corso degli anni venti del X secolo che culminarono nel Sacco della Mecca nel 930. In seguito al mancato arrivo del mahdi, i Carmati tornarono a relazioni più pacifiche dopo il 939, accettando di astenersi di attaccare le carovane Hajj in cambio di denaro. Potenza egemone nella parte orientale e settentrionale della penisola araba, i Carmati si spinsero finanche a offrire i propri servigi come guardie—ben remunerate—delle carovane Hajj; per cui, quando la tribù beduina del Banu Sulaym depredò le carovane nel 966, i Carmati li costrinsero a restituire le spoglie. Un'altra ondata di incursioni carmate fu lanciata negli anni sessanta del X secolo, che colpirono i possedimenti Ikhshididi nel Levante. Non di rado alleati con le sempre inquiete tribù beduine del deserto siriano, i Carmati compirono razzie ai danni delle carovane di mercanti e di pellegrini Hajj, con gli Ikhshididi non in grado di contrastare tali attacchi. Nel 968 i Carmati, sotto il comando di al-Hasan al-A'sam, conseguirono un importante successo espugnando Damasco e Ramla, e ritirandosi solo dopo essersi assicurati un riscatto e un tributo annuale di 300 000 dinar d'oro dal governatore ikhshidide. Gli attacchi carmati destabilizzarono il regime ikhshidide, e tagliarono di fatto i collegamenti terrestri tra l'Iraq e l'Egitto e Arabia occidentale, contribuendo a creare i presupposti per la rapida conquista fatimide dell'Egitto per mano del generale Jawhar nel 969.
Gli storici medievali, nonché alcuni dei primi studiosi moderni a trattare la storia ismailita, videro una collusione tra l'impresa fatimide in occidente e gli attacchi carmati ad oriente, ma la storiografia più recente ha confutato tale tesi. Il califfo fatimide al-Mu'izz (r. 953-975) intraprese diversi tentativi per ottenere il riconoscimento della propria autorità dalle sparse comunità carmate, ma, anche se tali tentativi furono coronati dal successo in alcune zone, i Carmati del Bahrayn continuarono pervicacemente a rifiutare di riconciliarsi con i Fatimidi e le loro pretese. In realtà, la conquista fatimide dell'Egitto e la conseguente avanzata in Siria, nel corso della quale furono sconfitte le residue truppe ikhshididi per mano del generale fatimide Ja'far ibn Fallah nell'aprile 970, portò le due potenze ismailite a diretto contatto. L'espansione fatimide, inoltre, stava danneggiando gli interessi dei Carmati, in quanto aveva comportato la cessazione del tributo annuale che ricevevano dagli Ikhshididi, senza contare l'intento annunciato pubblicamente dai Fatimidi di ripristinare la sicurezza dei percorsi seguiti dai pellegrini Hajj che minacciava di porre fine all'estorsione, da parte carmata, ai danni delle carovane Hajj. Inoltre la dominazione fatimide in Siria era ancora precaria, a causa del malcontento diffuso delle popolazioni locali, soprattutto a Damasco, dove la popolazione aveva opposto resistenza agli occupatori, malgrado fosse stata abbandonata dal proprio governatore ikhshidide, complici anche gli abusi e i soprusi perpetrati dalle truppe Kutama al soldo dei Fatimidi che avevano contribuito ad accrescere ulteriormente il malcontento delle popolazioni locali. Il popolare condottiero damasceno Muhammad ibn Asuda fuggì addirittura in Bahrayn, accompagnato dal capo della potente tribù beduina di Banu Uqayl, Zalim ibn Mawhub, per implorare aiuti ai Carmati.

## Coalizione anti-fatimide e la caduta della Siria

Mappa della Siria islamica (Levante) e delle sue province nei secoli IX-X

Di conseguenza, i Carmati decisero di fare fronte comune con le altre potenze regionali in funzione anti-fatimide: con la mediazione del califfo abbaside al-Muti', i Carmati divennero il nucleo di una vasta coalizione anti-fatimide, che comprendeva il sovrano hamdanide di Mosul, Abu Taghlib, il sovrano buyide Izz al-Dawla, le tribù beduine di Banu Kilab e Banu Uqayl, e le residue truppe Ikhshididi. I Buyidi promisero ai Carmati la somma di 1 400 000 dirham d'argento, nonché un migliaio di armature e armi per i loro guerrieri.
L'esercito carmato partì dal Bahrayn nel 971, passando per Kufa, Rahba e Palmira, per raccogliere alleati, armi e denaro a ogni tappa del tragitto. Mentre si stavano avvicinando a Damasco, Ibn Fallah scelse di confrontarsi con gli alleati in campo aperto nel deserto.  Il 31 agosto 971 i Carmati annientarono l'esercito fatimide, con Ibn Fallah che cadde in battaglia. Al ricevere la notizia della disfatta, i rinforzi fatimidi, inviati da Jawhar e posti sotto il comando di Sa'adat ibn Hayyan, ripiegarono nella città costiera di Giaffa dove si rinserrarono. Al-As'am entrò a Damasco, dove lesse il sermone del venerdì per conto di al-Muti', denunciando i Fatimidi come impostori e le loro pretese di discendenza alide come false. Le sue armate marciarono più a sud, espugnando e saccheggiando l'indifesa Ramla il 5 settembre. In tutta la Siria, di conseguenza, la preghiera del venerdì tornò a essere letta in nome del califfo abbaside.
Essendo sprovvisto di macchine d'assedio, al-A'sam scelse di aggirare Giaffa,  e lasciò un esercito consistente a bloccare gli 11 000 uomini a disposizione di Ibn Hayyan sotto il comando complessivo dell'alide Akhu Muslim, e con il comandante carmato Abu'l-Munaja Abdallah ibn Ali e il capo uqaylide Zalim ibn Mawhub. Il blocco di Jaffa fu rafforzato per mare dalle navi da guerra carmate, le quali però non potevano competere con la marina fatimide, che gettò contenitori di olio sui ponti delle navi carmate, riuscendo così a incendiarle e affondarle. Anche se il blocco proseguiva per terra, gli uomini di Ibn Hayyan poterono almeno ricevere scorte via mare.

## Invasione carmata dell'Egitto
La caduta di Damasco prima e di Ramla poi rese imminente la minaccia di una invasione carmata dell'Egitto. Gran parte delle truppe di Jawhar o erano cadute in battaglia o erano bloccate a Giaffa, per cui il comandante fatimide disponeva solo di una frazione delle truppe con cui era partito per conquistare l'Egitto e dei rinforzi ricevuti successivamente. Temeva, inoltre, dei tradimenti: pamphlet che lo insultavano furono rinvenuti nella Moschea di Amr a Fustat, l'antica capitale dell'Egitto. Jawhar, in particolare, non si fidava dell'ex visir ikhshidide, Ja'far ibn al-Furat, e, nel timore che stesse macchinando qualcosa ai suoi danni, ordinò che fosse posto sotto sorveglianza e trasferito nella nuova capitale, Il Cairo, che Jawhar stava edificando a nord di Fustat. Per proteggere la città di nuova edificazione, le cui mura non erano ancora state ultimate, ordinò che fosse scavata una ampia trincea poco più a nord, nella pianura di Ayn Shams, tra il fiume Nilo e i colli Muqattam, a distanza di circa 10 chilometri (6,2 mi). Fu eretto un muro dietro la trincea con sole due porte, una grande e una piccola, che furono munite di portoni di ferro provenienti dai giardini del reggente ikhshidide Kafur, il cui sito era ora occupato dal Cairo. Furono inviate urgenti richieste di nuovi rinforzi ad al-Mu'izz in Ifriqiya.
Un mese dopo la presa di Damasco, le truppe di al-A'sam entrarono in Egitto, espugnando Qulzum (odierna Suez). Invece di percorrere la via diretta per Fustat, tuttavia, i Carmati si diressero a ovest, verso il Delta del Nilo. A ottobre i Carmati presero al-Farama (Pelusium) per poi procedere ad occupare gran parte del Delta orientale. Nella regione—già insorta l'anno prima per via del rapace fiscalismo—scoppiò una nuova rivolta, e una insurrezione anti-fatimide scoppiò a Tinnis. Si ebbero rivolte anche in Alto Egitto, e dovunque bandiere nere filo-abbasidi furono esposte dai ribelli. Jawhar approfittò della deviazione dei Carmati nel Delta per ultimare le fortificazioni ad Ayn Shams, per reclutare truppe tra gli ex soldati ikhshididi allo sbando, e per distribuire armi agli ufficiali e agli altri civili che avevano seguito il proprio esercito dall'Ifriqiya. L'affidabilità dell'esercito improvvisato di Jawhar era quantomeno dubbia: 900 soldati furono arrestati e imprigionati per infrazioni disciplinari. Nel tentativo di impartire disciplina alle truppe e disincentivare lo scoppio di possibili tumulti a Fustat, ebbero luogo esecuzioni pubbliche dei disertori, nonché una sfilata delle teste dei capotribù giustiziati del Banu Hilal che si erano rivoltati ai Fatimidi. Un esercito fatimide sotto il comando di Yaruq riconquistò Tinnis verso la fine di ottobre o a inizio novembre, ma nel giro di poche settimane la rivolta si estese in tutto il Delta, costringendo Yaruq alla ritirata a Fustat, incalzato dai Carmati. Venerdì 22 dicembre 971 i Carmati arrivarono davanti alle fortificazioni di Jawhar ad Ayn Shams.
I Carmati sferrarono immediatamente un attacco alla trincea il 22 dicembre, che però falli, con pesanti perdite da ambedue gli schieramenti. Dopo aver riposato il sabato, l'attacco fu ripetuto domenica 24 dicembre, con i Carmati che stavano gradualmente prendendo il sopravvento. Al tramonto, tuttavia, Jawhar aprì la grande porta e lanciò un contrattacco alla destra carmata con le ultime riserve a disposizione, costituite da schiavi-soldati africani neri e da fanti berberi. L'ala destra carmata, probabilmente messa alle strette dai più inaffidabili beduini, si disgregò, isolando il proprio esercito dal Nilo e costringendoli a una ritirata generale e disordinata. Gli alleati beduini dei carmati, di Banu Uqayl e Banu Tayy, approfittarono della confusione per saccheggiare le loro salmerie, mentre gli uomini di Jawhar si impadronirono dell'accampamento carmato e lo razziarono, impadronendosi del tesoro e della biblioteca di al-A'sam.
Due giorni dopo la sconfitta carmata, arrivarono i rinforzi a lungo attesi dall'Ifriqiya a Fustat sotto il comando di Ibn Ammar. Temendo una trappola, Jawhar non inseguì i Carmati in ritirata, ma mise una taglia sulle loro teste, per cui molti carmati dispersisi furono uccisi dai locali. Scossi per la loro prima disfatta in campo aperto, i Carmati non furono in grado di riorganizzarsi e recuperare coesione finché non raggiunsero la Palestina.

## Conseguenze
La ritirata carmata pose le premesse per il ripristino dell'autorità fatimide in Egitto. La rivolta nel Delta persistette per alcuni anni, in quanto Jawhar non disponeva delle risorse necessarie per soffocarla definitivamente. Fu solo nell'estate del 972 che le truppe sotto il comando di Ibn Ammar cominciarono una brutale campagna contro gli insorti. I Carmati inviarono una flotta in soccorso di Tinnis, ma nel settembre/ottobre 972 (o 973) sette navi carmate e 500 dell'equipaggio furono catturati dai Fatimidi. Tinnis capitolò poco tempo dopo. In Alto Egitto il capo Kilabi, Abd al-Aziz ibn Ibrahim, in precedenza alleato dei Fatimidi, portò avanti la rivolta in nome del califfo abbaside. Fu inviata contro di lui una spedizione sotto il comando del condottiero nubiano Bishara, e fu catturato e portato al Cairo in gabbia. Quivi si spense nel febbraio 973, con la salma che fu scuoiata pubblicamente. In seguito al respingimento dell'attacco carmato, e malgrado persistessero i tumulti, Jawhar ritenne che l'Egitto fosse stato sufficientemente pacificato per consentire al califfo fatimide, al-Mu'izz, di stabilirvisi. Il califfo e la corte fatimide partirono dall'Ifriqiya verso la fine del 972 e giunsero al Cairo il 19 giugno 973, con al-Mu'izz che sollevò Jawhar dalla carica di viceré per assumere egli stesso le redini dell'Egitto.
La situazione era diversa in Palestina. Un esercito fatimide sotto il comando di Ibrahim ibn Ja'far ibn Fallah riuscì a porre fine al blocco di Giaffa, complice le divisioni che affliggevano la coalizione nemica. Il carmato Abu'l-Munaja e l'uqaylide Ibn Mawhub ebbero un alterco relativo alla divisione dei ricavi delle tasse sulla terra. Abu'l-Munaja, che pretendeva l'intero gettito per sé, imprigionò Ibn Mawhub, ma quest'ultimo riuscì a evadere, al che i Banu Uqayl abbandonarono la coalizione. Indeboliti da questa defezione, i Carmati si ritirarono verso Damasco. Ramla fu per breve tempo rioccupata dalle truppe di Ibrahim nel maggio 972, ma i Carmati ben presto ritornarono all'attacco e costrinsero i Fatimidi alla ritirata in Egitto, dove Sa'adat ibn Hayyan si spense poco tempo dopo. Al-A'sam cominciò i preparativi per una ulteriore invasione dell'Egitto, che fu respinta nell'aprile 974. Ancora una volta i Carmati furono costretti a ripiegare in Siria, ma stavolta non furono in grado di riorganizzarsi nel Levante e dovettero far ritorno in Bahrayn. I Carmati non si sarebbero mai più intromessi negli affari della Siria, consentendo ai Fatimidi di riconquistare Ramla. Quando al-Mu'izz si spense nel dicembre 975, la dominazione fatimide dell'Egitto si era consolidata, ma l'espansione fatimide nel Levante era ancora bloccata. Al Califfo al-Aziz (r. 975-996) e al suo visir, Ya'qub ibn Killis, fu lasciato il compito di intraprendere la conquista fatimide della Siria, e ad avviare una lunga contesa per il controllo della Siria settentrionale e del declinante emirato hamdanide di Aleppo con l'Impero bizantino. Nel 992 i declinanti Carmati del Bahrayn, sconfitti dai Buyidi, riconobbero anche formalmente la sovranità politica dei califfi fatimidi, pur conservando le proprie distinte dottrine.